# Nives Gessi
Nives Gessi (Argenta, 23 febbraio 1923 – Ferrara, 21 giugno 1994) è stata una politica, partigiana e sindacalista italiana.

## Biografia
Giovanissima partigiana, dopo l'8 settembre 1943 era entrata nella Resistenza nell'Argentano e poi, a Bologna era entrata nel CUMER (Comando Unico Militare Emilia Romagna) e, al comando di Giuseppe D'Alema, era diventata partigiana della 28ª Brigata Garibaldi "Mario Gordini" e della 7a GAP.
Dopo la Liberazione Nives Gessi è stata a Ferrara, fino al 1953, una dei dirigenti di quella Federazione comunista. Chiamata a Roma, la Gessi entrò nella Segreteria della Federbraccianti nazionale e nel Direttivo nazionale della CGIL. Richiamata a Ferrara, nel 1962 fu nominata segretaria provinciale della Federbraccianti. Eletta deputato nelle liste del Partito comunista, fu parlamentare nella quarta e nella quinta Legislatura (dal 1963 al 1972). Attiva nella Confcoltivatori di Ferrara, Nives Gessi nel 1987 fu eletta presidente dell'ANPI provinciale, incarico che ricoprì sino alla morte. Per ricordarla a Ferrara le hanno intitolato una via.